# Lega dei Socialdemocratici (Hong Kong)
La Lega dei Socialdemocratici (in inglese League of Social Democrats; 社會民主連線T, 社会民主连线S, Shèhuì Mínzhŭ LiánxiànP) è un partito politico socialdemocratico di Hong Kong fondato nel 2006 da parte di un gruppo di attivisti socialdemocratici del campo pro-democrazia.
Tra i suoi membri fondatori vi sono Leung Kwok-hung, l'ex democratico Albert Chan e il conduttore radiofonico, giornalista e autore Wong Yuk-man che fu il primo presidente nella storia del partito.
Per via delle sue idee e tattiche, la LSD era considerata l'ala radicale del campo pro-democrazia. È formata da legislatori, attivisti e semplici residenti. Si oppone alle diseguaglianze economiche create dalla collusione tra il governo e le grosse aziende; in quanto partito socialdemocratico, crede che per una società giusta servano redistribuzione della ricchezza, intervento pubblico nell'economia e democrazia diretta.
In occasione dell'elezione del Chief Executive del 2007, la LSD rifiutò di cooperare col Democratic Party e col Civic Party e criticò i due partiti per aver scelto Alan Leong come proprio candidato poiché riteneva che Leong mancasse delle caratteristiche necessarie per essere considerato un democratico.
Ottenne i suoi risultati elettorali migliori alle elezioni del consiglio legislativo del 2008 nelle quali ricevette il 10% dei voti e ottenne 3 seggi.
Nel 2010, il partito propose il "Referendum delle Cinque Circoscrizioni" per spingere il governo ad implementare il suffragio universale entro il 2012. In seguito al compromesso raggiunto tra il Democratic Party e il governo sulla proposta di riforma costituzionale, il partito subì una devastante sconfitta in seguito alla quale due dei suoi tre legislatori lasciarono il partito e fondarono People Power.
Dal 2020 il partito è guidato da Raphael Wong Ho-ming e prima dell'esclusione di Leung Kwok-hung aveva un proprio membro nel Consiglio Legislativo di Hong Kong.

## Ideologia e tattiche
La LSD non chiede l'indipendenza di Hong Kong dalla Repubblica Popolare Cinese ma è favorevole al perseguimento di un'ampia autonomia, ha un atteggiamento favorevole alla migrazione di cittadini cinesi provenienti da altre zone della Repubblica e condanna gli atteggiamenti xenofobi nei loro confronti. Oltre alle questioni relative alla democraticità del governo di Hong Kong e all'autonomia dalla Cina, ha a cuore temi specifici delle sinistre socialdemocratiche.
A causa delle sue forme radicali di protesta, molti dei suoi esponenti più importanti sono stati arrestati.

## Risultati elettorali

### Elezioni legislative
| Elezioni | Totale voti popolari | % del voto popolare | seggi delle GC | seggi delle FC | Totale seggi | +/− | Posizioni |
| -------- | -------------------- | ------------------- | -------------- | -------------- | ------------ | --- | --------- |
| 2008     | 153.390              | 10,12               | 3              | 0              | 3/60         | 1   | 6         |
| 2012     | 87.997               | 4,86                | 1              | 0              | 1/70         | 0   | 10        |
| 2016     | ticket PP/LSD        | ticket PP/LSD       | 1              | 0              | 1/70         | 0   | 10        |

### Elezioni distrettuali
| Elezioni | Voti espressi | % di voti espressi | Totale dei seggi ottenuti | +/− |
| -------- | ------------- | ------------------ | ------------------------- | --- |
| 2007     | 28.601        | 2,51               | 6/405                     | 0   |
| 2011     | 21.833        | 1,85               | 0/412                     | 5   |
| 2015     | 6.526         | 0,45               | 0/431                     | 0   |
| 2019     | 8.384         | 0,29               | 2/452                     | 2   |

Alle elezioni legislative del 2016 la LSD e People Power hanno presentato una lista comune.